# Hribarjevo
Hribarjevo je naselje u slovenskoj Općini Bloki. Hribarjevo se nalazi u pokrajini Notranjskoj i statističkoj regiji Notranjsko-kraškoj. 

## Stanovništvo
Prema popisu stanovništva iz 2002. godine naselje je imalo 27 stanovnika.